# 富蘭克林縣 (阿拉巴馬州)
富蘭克林縣（英語：Franklin County）是位於美國亞拉巴馬州西北部的一個縣，西鄰密西西比州。面積1,674平方公里。根據美國2000年人口普查，共有人口31,223。縣治拉塞爾維爾（Russellville）。
成立於1818年2月6日，縣名紀念美國開國元勳本傑明·富蘭克林。